# Zentrumsgruppe
Die Zentrumsgruppe (Schwedisch: Mittengruppen, Finnisch: Keskiryhmä, Dänisch: Midtergruppen, Norwegisch: Midtengruppen, Isländisch: Flokkahópur miðjumanna) ist eine politische Gruppierung im Nordischen Rat. Die Gruppierung besteht aus verschiedenen politischen Familien, wie Christdemokraten, Liberale, Agraristen and Ökologischen Parteien.

## Mitglieder
Die Mitglieder der Zentrumsgruppe sind:
| Land     | Nationale Partei | Nationale Partei                                                                          | Nationale Abgeordnete | Nationale Abgeordnete | Europaabgeordnete | Europaabgeordnete |
| Land     | Nationale Partei | Nationale Partei                                                                          | Sitze                 | Letzte Wahl           | Sitze             | Letzte Wahl       |
| -------- | ---------------- | ----------------------------------------------------------------------------------------- | --------------------- | --------------------- | ----------------- | ----------------- |
| Åland    |                  | Åländisches Zentrum (Åländska Centern)                                                    | 7/30                  | 2023                  | 0/15              | 2024              |
| Åland    |                  | Liberale auf Åland (Liberalerna på Åland)                                                 | 9/30                  | 2023                  | 0/15              | 2024              |
| Åland    |                  | Nachhaltige Initiative (Hållbart initiativ)                                               | 1/30                  | 2023                  | 0/15              | 2024              |
| Åland    |                  | Ålands Zukunft (Ålands Framtid)                                                           | 0/30                  | 2023                  | 0/15              | 2024              |
| Dänemark |                  | Venstre (Venstre, Danmarks Liberale Parti)                                                | 23/175                | 2022                  | 3/16              | 2024              |
| Dänemark |                  | Moderate (Moderaterne)                                                                    | 16/175                | 2022                  | 1/16              | 2024              |
| Dänemark |                  | Sozialliberale (Radikale Venstre)                                                         | 7/175                 | 2022                  | 1/16              | 2024              |
| Dänemark |                  | Liberale Allianz (Liberal Alliance)                                                       | 14/175                | 2022                  | 1/16              | 2024              |
| Färöer   |                  | Unionspartei (Sambandsflokkurin)                                                          | 7/33                  | 2022                  | Nicht in der EU   | Nicht in der EU   |
| Färöer   |                  | Zentrumspartei (Miðflokkurin)                                                             | 2/33                  | 2022                  | Nicht in der EU   | Nicht in der EU   |
| Färöer   |                  | Fortschritt (Framsókn)                                                                    | 3/33                  | 2022                  | Nicht in der EU   | Nicht in der EU   |
| Färöer   |                  | Selbstverwaltung (Sjálvstýri)                                                             | 0/33                  | 2022                  | Nicht in der EU   | Nicht in der EU   |
| Finnland |                  | Finnische Zentrumspartei (Suomen Keskusta/Centern i Finland)                              | 23/199                | 2023                  | 2/15              | 2024              |
| Finnland |                  | Grüner Bund (Vihreä liitto/Gröna förbundet)                                               | 13/199                | 2023                  | 2/15              | 2024              |
| Finnland |                  | Schwedische Volkspartei (Suomen ruotsalainen kansanpuolue/ Svenska folkpartiet i Finland) | 9/199                 | 2023                  | 1/15              | 2024              |
| Finnland |                  | Christdemokraten (Kristillisdemokraatit/Kristdemokraterna)                                | 5/199                 | 2023                  | 0/15              | 2024              |
| Grönland |                  | Demokraten (Demokraatit/Demokraterne)                                                     | 10/31                 | 2025                  | Nicht in der EU   | Nicht in der EU   |
| Grönland |                  | Gemeinsinn (Atassut)                                                                      | 2/31                  | 2025                  | Nicht in der EU   | Nicht in der EU   |
| Grönland |                  | Zusammenarbeitende (Suleqatigiissitsisut/Samarbejdspartiet)                               | 0/31                  | 2025                  | Nicht in der EU   | Nicht in der EU   |
| Island   |                  | Fortschrittspartei (Framsóknarflokkurinn)                                                 | 5/63                  | 2024                  | Nicht in der EU   | Nicht in der EU   |
| Island   |                  | Volkspartei (Flokkur Fólksins)                                                            | 10/63                 | 2024                  | Nicht in der EU   | Nicht in der EU   |
| Island   |                  | Reform (Viðreisn)                                                                         | 11/63                 | 2024                  | Nicht in der EU   | Nicht in der EU   |
| Island   |                  | Zentrumspartei (Miðflokkurinn)                                                            | 8/63                  | 2024                  | Nicht in der EU   | Nicht in der EU   |
| Norwegen |                  | Zentrumspartei (Senterpartiet)                                                            | 28/169                | 2021                  | Nicht in der EU   | Nicht in der EU   |
| Norwegen |                  | Venstre (Venstre)                                                                         | 8/169                 | 2021                  | Nicht in der EU   | Nicht in der EU   |
| Norwegen |                  | Christliche Volkspartei (Kristelig Folkeparti)                                            | 3/169                 | 2021                  | Nicht in der EU   | Nicht in der EU   |
| Schweden |                  | Zentrumspartei (Centerpartiet)                                                            | 24/349                | 2022                  | 2/21              | 2024              |
| Schweden |                  | Christdemokraten (Kristdemokraterna)                                                      | 19/349                | 2022                  | 1/21              | 2024              |
| Schweden |                  | Die Liberalen (Liberalerna)                                                               | 16/349                | 2022                  | 1/21              | 2024              |
| Schweden |                  | Umweltpartei Die Grünen (Miljöpartiet de gröna)                                           | 18/349                | 2022                  | 3/21              | 2024              |

Die liberalen Parteien von Dänemark, Schweden und Norwegen, die Zentrumsparteien von Finnland und Schweden, die Schwedische Volkspartei und die Reformpartei sind Mitglieder von ALDE und Renew Europe; die Christdemokraten von Finnland und Schweden sind Mitglieder der EVP und EVP-Fraktion; die grünen Parteien sind Mitglieder der EGP und Grüne/EFA-Fraktion, während Ålands Zukunft Mitglied der EFA ist.

## Gewählte Vertreter in Europäischen Institutionen
| Organisation      | Institution                                    | Sitze  |
| ----------------- | ---------------------------------------------- | ------ |
| Europäische Union | Europäische Kommission                         | 1/28   |
| Europäische Union | Europäischer Rat (Staats- und Regierungschefs) | 0/28   |
| Europäische Union | Rat der Europäischen Union (Ministerrat)       | 2/28   |
| Europäische Union | Europäisches Parlament                         | 17/751 |